# ピエール＝ポール・プリュードン

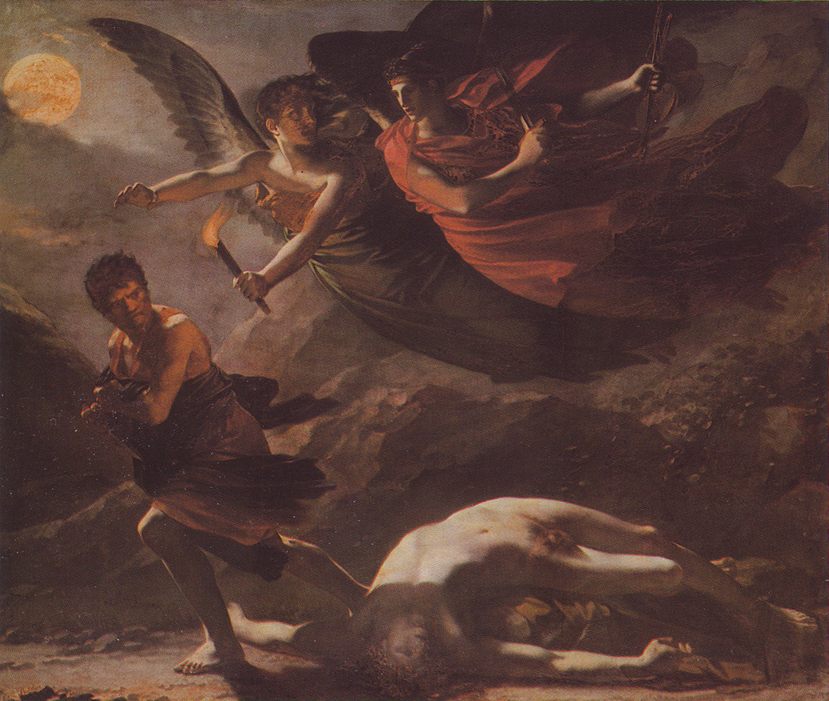
ピエール＝ポール・プリュードン作『「正義」と「復讐」に追われる「罪」』(1808)

ピエール＝ポール・プリュードン（Pierre-Paul Prud'hon, 1758年4月4日 - 1823年2月16日）は、フランスの画家。神話・寓話を元とした絵画・肖像が有名である。

## 生涯
クリュニーで石工の父親の10番目の息子として生まれる。16歳の時ディジョンのフランソワ・ドヴォージュの絵画学校に入学する。1780年にパリへ出てきた。1782年にイタリアに留学し、レオナルド・ダ・ヴィンチやコレッジョに傾倒する。1784年にローマ賞を受賞。帰国後はパリに滞在し、フランス革命中は革命派に荷担した。初期は生活のためにデッサンや肖像画を描いた。1798年にサン・クルー城の天井画の依頼を受け、以後同じような依頼が続く。
活動が盛んだったのはフランス第一帝政時代以後であって、1801年からナポレオン1世より肖像画や室内装飾の依頼を受けるようになる。特に皇后ジョゼフィーヌに認められて『マルメゾンの庭に腰掛けるジョゼフィーヌ』など多くの代表作を残した。また、ナポレオンの2番目の妻マリー＝ルイーズにも認められた。
1821年に弟子であった女流画家コンスタンス・マイエール（Constance Mayer）が自殺し、大きなショックを受けた。1823年にパリで没し、ペール・ラシェーズ墓地に埋葬された。 
作風は明らかに新古典主義に影響されているが、ロマンティックな情趣を含み、優美な感覚と甘美な色彩感を持っていた。彼のキアロスクロ（Chiaroscuro、イタリア語で光と闇）の技術で人物と背景とをはっきりと浮かび上がらせるやり方は、スタンダール、ウジェーヌ・ドラクロワ、ジャン＝フランソワ・ミレー、シャルル・ボードレールら芸術家に高く評価されていた。

## 作品

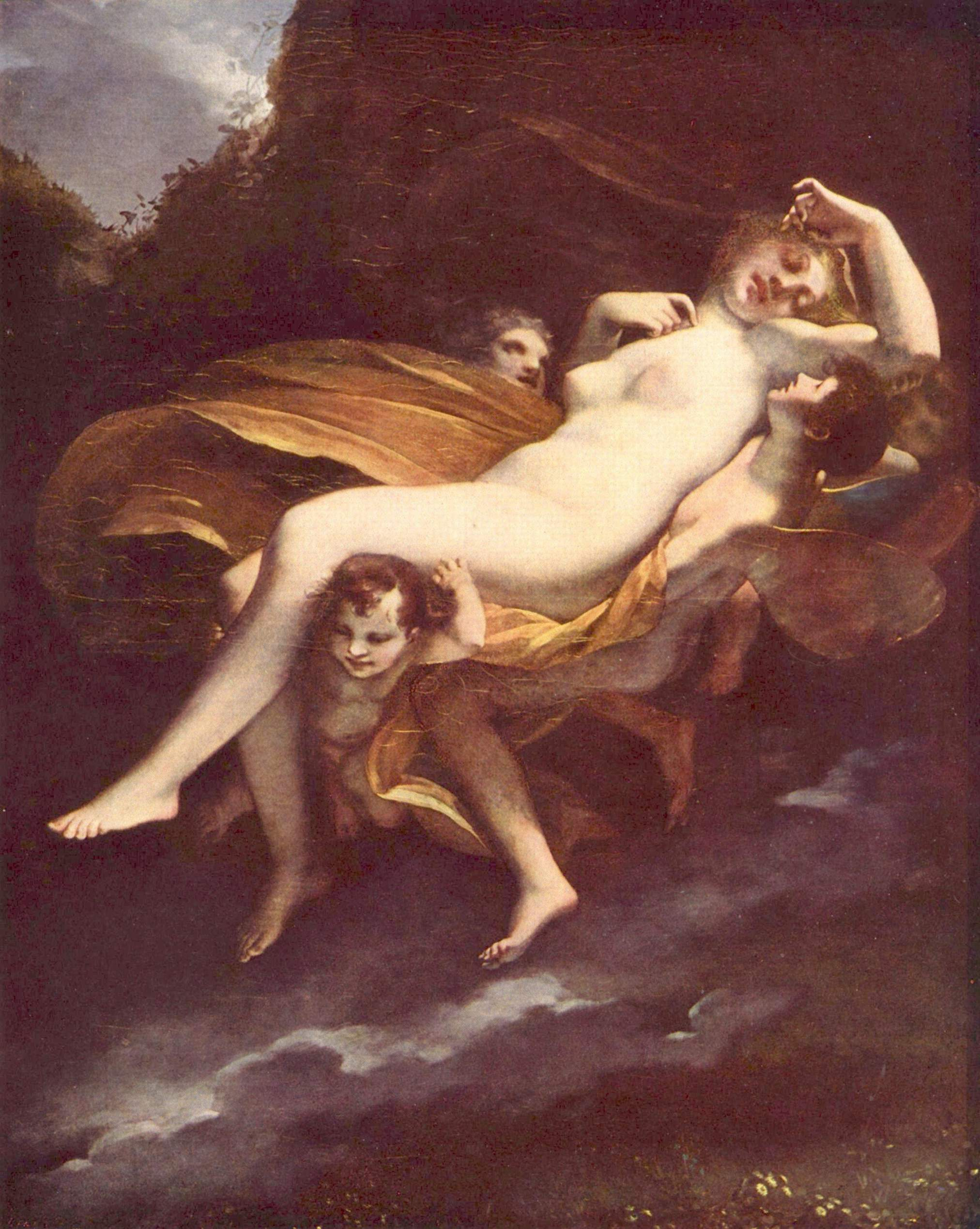
『プシュケの略奪』(1800) ルーヴル美術館蔵
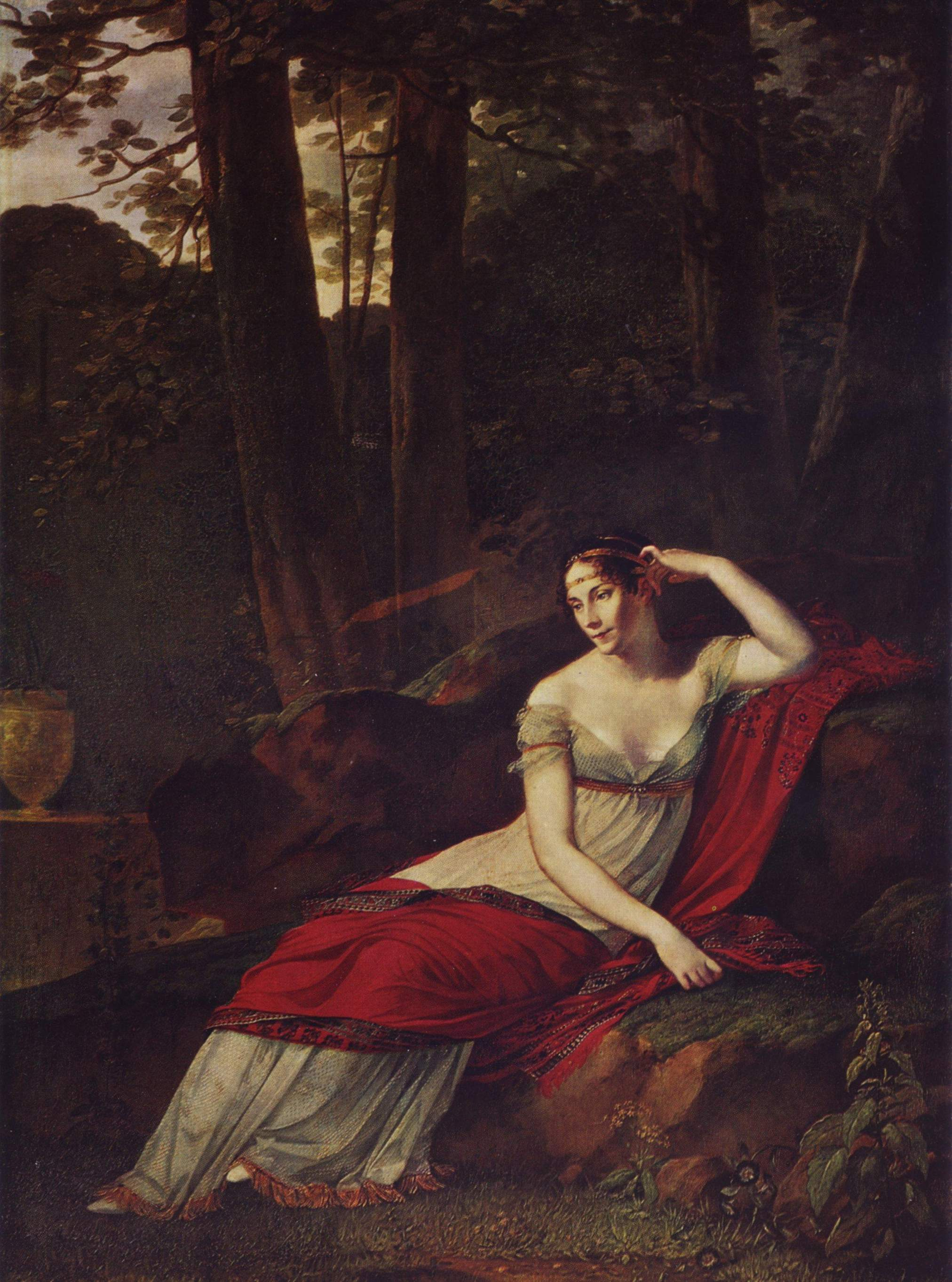
『マルメゾンの庭に腰掛けるジョゼフィーヌ』
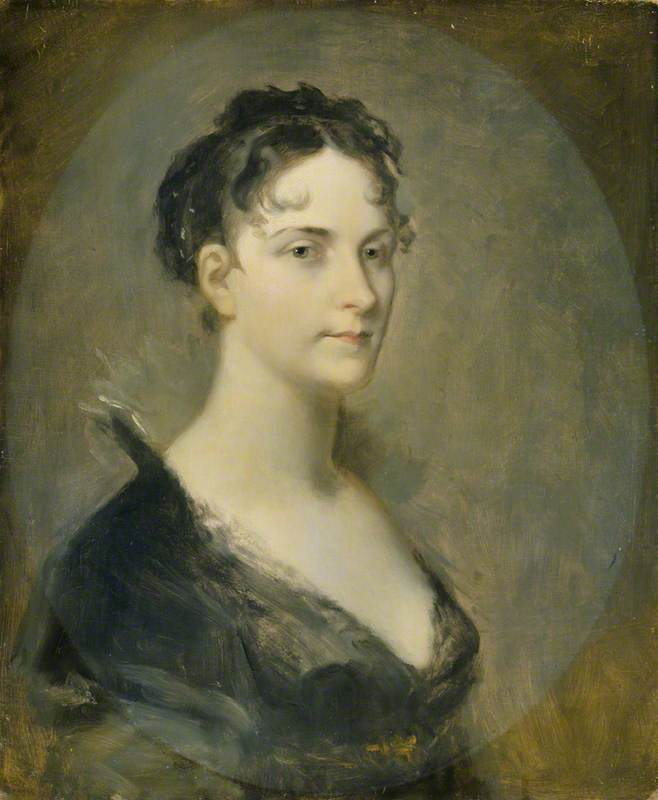
ナポレオン妃 ジョゼフィーヌ・ド・ボアルネの肖像画
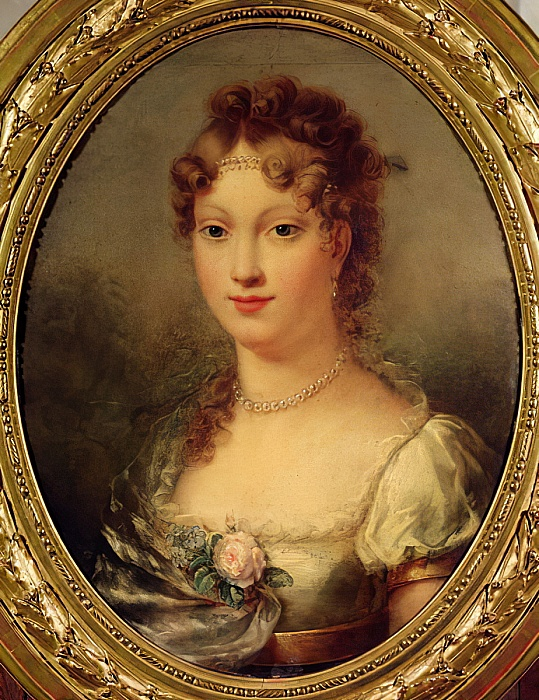
ナポレオン妃 マリー＝ルイーズの肖像画